# Janak Chuli
Der Janak Chuli (auch Janak oder  Outlier, englisch für „Vorberg“) ist ein 7041 m (nach anderen Quellen 7090 m) hoher Gipfel im Himalaya an der Grenze zwischen Nepal und der Volksrepublik China.
Der Janak Chuli bildet einen 4,45 km westsüdwestlich gelegenen Nebengipfel des Jongsang Ri. An seiner Nordostflanke liegt der Lashargletscher, an der Westflanke strömt der Tsisimagletscher, an der Südflanke befindet sich der Broken Glacier.

## Besteigungsgeschichte
Im Mai 1998 gab es einen Besteigungsversuch einer britisch-nepalesischen Expedition.
Im November 2004 versuchte eine rumänische Expedition die Besteigung des Janak Chuli. Aufgrund widriger Schneeverhältnisse (Pulverschnee) brachen sie den Besteigungsversuch ab.
Am 6. Mai 2006 gelang schließlich den beiden Slowenen Andrej Stremfelj und Rok Zalokar die Erstbesteigung des Gipfels.
Die Aufstiegsroute führte über den Südwestpfeiler (1150 m, IV–V, 60°–70° / III 45°–55°).